# Правовий статус канабісу в Україні
В Україні канабіс легальний для медичних, промислових цілях, науковій та науково-технічній діяльності.

## Обмеження

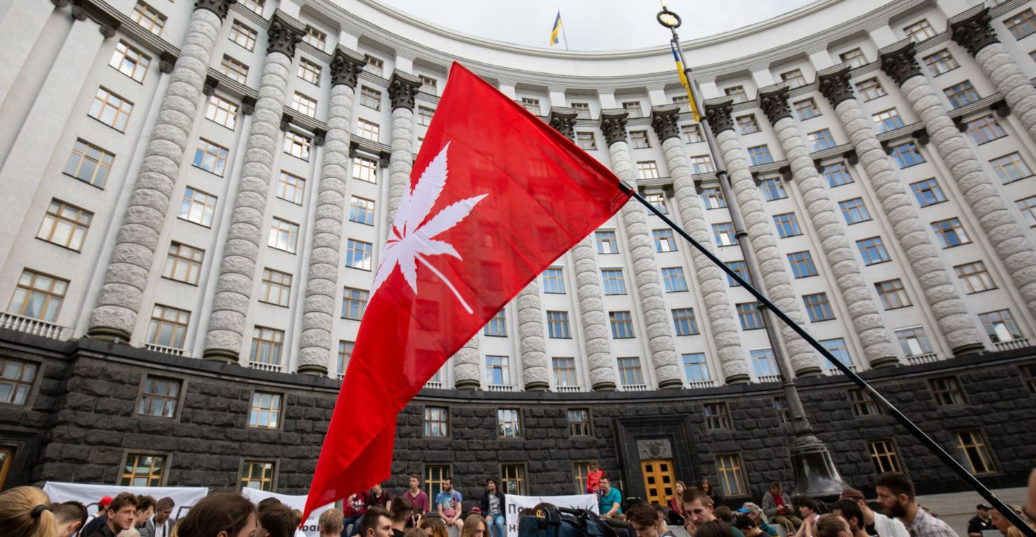
Марш за легалізацію канабісу. Київ, 2019 рік

Канабіс, смола канабісу, екстракти і настойки канабісу входять до Переліку наркотичних засобів, психотропних речовин і прекурсорів. Тому їх незаконне (фактично — будь-яке без спеціального дозволу) виробництво, придбання, зберігання, перевезення, пересилання заборонені Кодексом України про адміністративні правопорушення (лише без мети збуту в невеликих розмірах — до 5 г) та Кримінальним кодексом України (для інших випадків).
У випадку адміністративного порушення законодавство передбачає штраф від 50 до 100 неоподатковуваних мінімумів доходів громадян або громадські роботи на строк від 20 до 60 годин, або адміністративний арешт на строк до 15 діб. Кримінальний кодекс передбачає покарання від 4 до 12 років позбавлення волі в залежності від різних факторів: попередніх злочинів, обсягів, місць збуту, залучення неповнолітніх, дій організованими групами тощо.
Окремо обидва кодекси забороняють незаконні посів та вирощування конопель: Кодекс України про адміністративні правопорушення регулює посів та вирощування конопель у кількості до десяти рослин, Кримінальний кодекс — решту випадків. У випадку адміністративного порушення передбачене покарання у вигляді штрафу від 18 до 100 неоподатковуваних мінімумів. Для кримінального злочину покарання може мати вигляд штрафу від 100 до 500 неоподатковуваних мінімумів доходів громадян або арешту на строк до 6 місяців, або обмеження волі на строк до 7 років в залежності від попередніх злочинів, обсягів, місць збуту, залучення неповнолітніх, дій організованими групами тощо.

## Легалізація медичного канабісу
У квітні 2019 року Володимир Зеленський, на той час — лідер президентської передвиборчої кампанії, в інтерв'ю РБК-Україна, повідомив, що підтримує легалізацію медичного канабісу.
У 2020 році паралельно з місцевими виборами проводилося опитування "5 питань від президента", одним з питань якого була підтримка легалізації медичного канабісу. Її, за повідомленням партії "Слуга народу", підтримали 64,88% респондентів. Соціологічне опитування з цими ж питаннями, організоване в день виборів соціологічною групою "Рейтинг", продемонструвало 70% підтримки легалізації медичного канабісу.
10 листопада 2020 року голова фракції "Слуга народу" у Верховній Раді Давид Арахамія повідомив, що початок підготовки відповідного законопроєкту.
22 листопада 2023 року, Верховна Рада України заблокувала законопроєкт про легалізацію медичного канабісу через велику кількість поправок від народних депутатів. Загалом до законопроєкту було внесено 882 поправки, які аналізували протягом трьох місяців. Водночас, 226 з цих поправок внесли депутати від партії «Батьківщина», аби «виснажити залу і позбавити закон голосів».
21 грудня 2023 року Верховна Рада України ухвалила законопроєкт про легалізацію медичного канабісу, але він був заблокований. Цей законопроєкт зокрема передбачав:
- Законопроєкт має врегулювати обіг канабісу в медичній, промисловій та науковій діяльності. Документ передбачає, що розповсюдження марихуани для рекреаційного споживання вважатиметься злочином.
- Виробництво ліків на основі канабісу контролюватиметься на усіх етапах. Вирощувати його зможуть лише юрособи, які отримають ліцензію та GMP-сертифікат, під цілодобовим відеонаглядом із доступом для Нацполіції.
- Закон набуде чинності через пів року після опублікування.
- Законопроєкт передбачає розширення доступу пацієнтів до ліків на основі медичного канабісу та полегшення терапії для певних хвороб і станів. МОЗ планує затвердити перелік хвороб і станів, за яких пацієнту можуть призначатися ліки на основі медичного канабісу.
- Відпуск лікарських засобів на основі медичних конопель буде можливий виключно за призначенням лікаря відповідно до медичних показань та за електронним рецептом. Пацієнти зможуть перевозити й зберігати такі ліки у кількості, визначеній одним рецептом.

Наприкінці грудня 2023 року, народні депутати з фракції «Батьківщина» зареєстрували в парламенті проєкт постанови про скасування рішення Верховної Ради України про прийняття у другому читанні та в цілому проєкту закону про легалізацію медичного канабісу.
16 лютого 2024 року закон про легалізацію медичного канабісу набув чинності. Закон України № 3528-IX був введений в дію через шість місяців після набуття чинності, тобто 16 серпня 2024.
16 серпня 2024 року набув чинності закон, який врегульовує обіг рослин роду коноплі в медичних і промислових цілях, науковій та науково-технічній діяльності.